# Местком
Местком (местный комитет профсоюзной организации) — термин, принятый в СССР для обозначения низовых подразделений профсоюзных организаций, осуществляющих свою деятельность непосредственно на предприятиях, в учреждениях и так далее.

## Организационная и социальная роль
Месткомы, как правило, осуществляли низовую организационную работу, как в области прямой защиты интересов и прав своих членов, так и в сфере распределения социальных и материальных благ. В частности, месткомы ведали распределением путёвок в санатории, дома отдыха и в другие места отдыха, субсидировавшихся по профсоюзной линии, раздачей продовольственных наборов и так далее.
На месткомы была возложена работа по организации добровольной сдачи средств в помощь государству и контролируемым им общественным организациям (взносы в различные фонды и общества, облигации госзайма и так далее), организация спортивной работы.
Руководитель месткома, как правило, входил в так называемый «треугольник», состоявший так же, из местного административного руководителя и руководителя партийной организации. Совместные решения треугольника могли приниматься, в основном, по вопросам:
- дисциплинарного характера, затрагивавшим административно не наказуемые, но тем не менее антиобщественные или аморальные факты поведения сотрудников, например, прогулы, пьянство на рабочем месте, супружескую измену и так далее;
- добровольного бесплатного труда (субботники, воскресники и так далее);
- выдачи разрешения или отказа на приобретение кооперативных квартир сотрудниками.

В силу того, что большая часть трудящихся не была членами партии, а часть этих поступков (например аморальное поведение в семье) никак не относилась к производственной деятельности, на месткомы была фактически возложена функция низового судебного и административного производства (в части организации «товарищеских судов»), однако их решения были рекомендательными и относились к сфере морального осуждения, а не наказания. К концу существования СССР эта функция месткомов социально девальвировалась и стала предметом массовых насмешек.